# Sant Esteve de Cantallops
Sant Esteve de Cantallops és una església del municipi de Cantallops (Alt Empordà) inclosa en l'Inventari del Patrimoni Arquitectònic de Catalunya.

## Descripció
Església situada al centre del poble el campanar de la qual és una torre de l'antiga muralla. És una església de dues naus de capçalera carrada que ha sofert nombroses transformacions al llarg dels segles. A la façana s'hi pot veure la portalada de dos arcs, un de mig punt i l'altre apuntat; s'hi obren també dues finestres d'arcs de mig punt, transformades; són de doble esqueixada. Al costat nord hi ha les capelles laterals, afegides el segle xviii. La nau septentrional posseeix volta de canó i la del costat de migdia és de quart de cercle. Tot l'interior és cobert de calç i pintat modernament. Al costat de la porta hi ha una làpida gòtica datada l'any 1320.

## Història
Encara que l'església apareix documentada ja el 844 com a possessió del Monestir de Sant Quirze de Colera, sembla que l'actual edifici data principalment del segle xiii. Segons Joan Badia i Homs aquesta primera notícia seria una falsificació per part dels monjos de Colera que volien justificar, mitjançant aquest document suposadament promulgat per Carles el Calb, els seus drets sobre diverses esglésies de la zona. Aquest document seria redactat el segle xiii. Així doncs, les primeres notícies segures que posseïm són del 1279 i 1290 quan se l'esmenta amb el nom d'Ecclesia de Catalupis. L'església actual era l'antiga capella del castell.